# Busemarke Langdysse

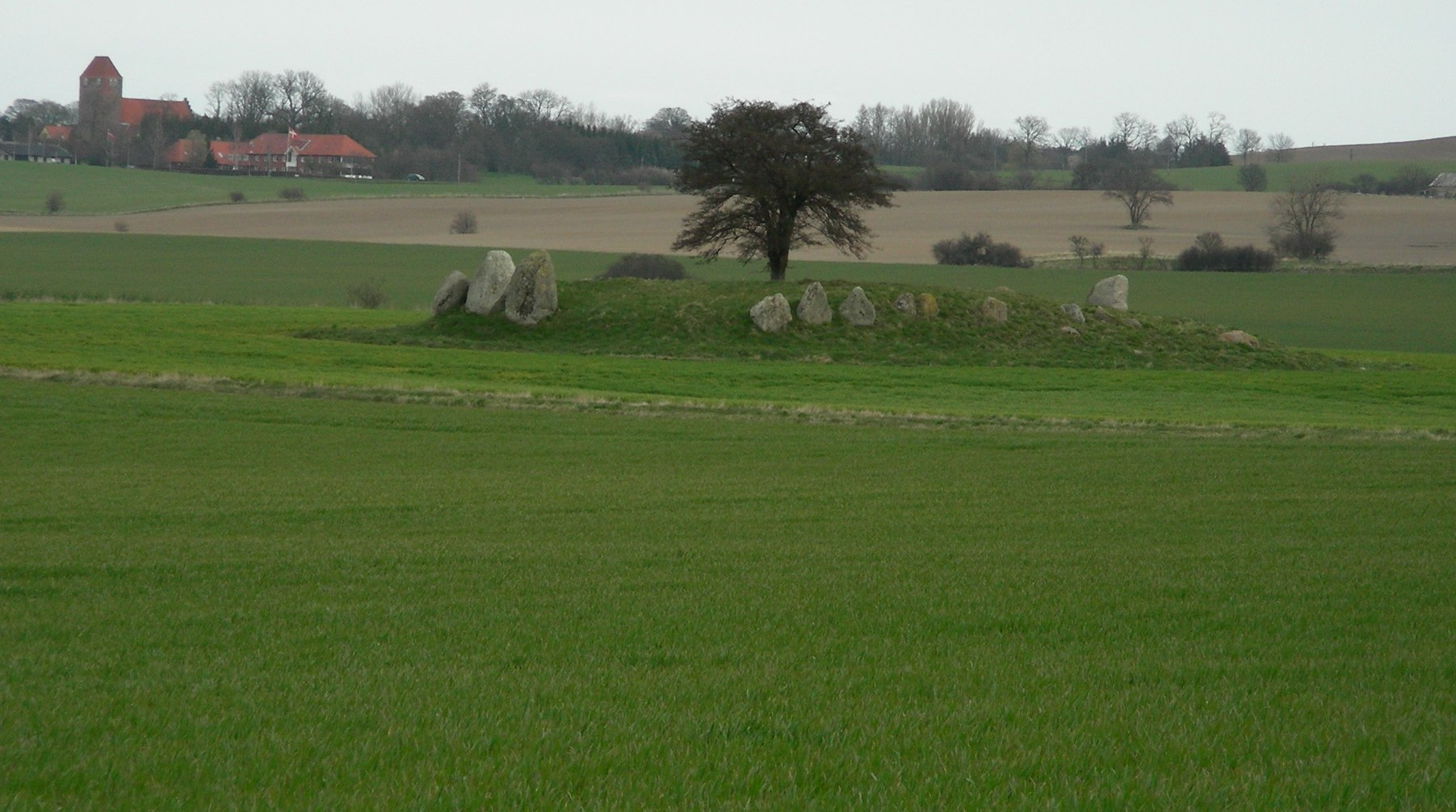
Busemarke

Der Busemarke Langdysse liegt westlich von Nøddebjerggård im Busemarke Mose (Moor) auf der dänischen Insel Møn. 

## Beschreibung
Das etwa 30 × 9 m lange Nordwest-Südost orientierte Hünenbett ist einschließlich seiner Randsteine relativ gut erhalten. Es ist nach Grønsalen der größte gut erhaltene Langdolmen auf der Insel. Das gilt auch für die offene, schmale rechteckige Kammer des Urdolmens in der Mitte des Hünenbetts. Erhalten sind drei Tragsteine, die in der für Urdolmen typischen Weise auf ihrer längsten Schmalseite liegen. Die Kammer liegt in der Längsrichtung des Hügels (Längslieger). Diese Form gehört zu den ältesten, etwa um 3500 v. Chr. entstandenen, noch zugangslosen Anlagen der Trichterbecherkultur (TBK). Der Deckstein der Kammer und einige der Steine der Einfassung fehlen. Dies war bereits der Fall, als das Nationalmuseum die Megalithanlage im Jahre 1880 zum ersten Mal beschrieb. 
Das Besondere an dem Großsteingrab sind die drei großen Randsteine am Westende und ein erhaltener von wahrscheinlich ebenfalls drei auf der gegenüberliegenden Seite. Sie erzeugen einen monumentalen Charakter. Ein Schalenstein mit 63 runden Schälchen liegt an der Südecke.

## Kontext
Insgesamt sind 119 Großsteingräber aus der Jungsteinzeit auf den nur 231 km² großen Inseln Møn und Bogø bekannt. 38 davon wurden bewahrt und geschützt. 21 sind Ganggräber der TBK die zwischen 3500 und 2800 v. Chr. entstanden. 
Die Archäologen schätzen, dass die erhaltenen Großsteingräber nur etwa 10 % der ursprünglich gebauten repräsentieren. Auf Møn und Bogø wurden somit ursprünglich über einen Zeitraum von nur 700 Jahren mehr als 500 Großsteingräber erstellt.